# Close to ～祈願之丘～
《Close to ～祈願之丘～》（日語：Close to 〜祈りの丘〜）是日本KID在Dreamcast平台發售的戀愛冒險遊戲。

## 概要
《Close to 〜祈願之丘〜》於2001年4月19日發售Dreamcast版。而KID在2003年7月24日在PlayStation 2平台，以《思念百分百 -Close to-》（日語：想いのかけら -Close to-）的標題發行，主要新增劇情以及修正圖片。繁體中文版由英特衛多媒體代理，以Microsoft Windows為平台於2008年10月10日發售。简体中文版由北京娱乐通代理，使用Mullen游戏引擎，定名《思念的碎片：Close to》。

## 登場人物
穗村元樹
本作品的男主角，與遊那約會途中，遭遇交通事故而靈魂脫離肉體。
柏木遊那（聲優：麻績村真由子）
在學校裡受歡迎的美少女，個性有點天然呆。在跟元樹約會途中發生事故，失去了有關他的所有記憶。
汐見翔子（聲優：中原麻衣）
元樹與遊那的朋友，喜歡穗村元樹。
橘小雪（聲優：釘宮理惠）
沉默寡言的少女。可以看見靈魂以及超自然現象，然而具有先天心臟病。在生的結局中，她度過了一生中最好的一段時光，之後心臟病發死亡。在死的結局中，穫得了穗村元樹的心臟而活了下來。
咲坂麻衣（聲優：松來未祐）
喜歡超自然現象的小學生。真正的身份是橘小雪已死的姐姐。
藤碕龍作（聲優：結城比呂）
男主角的好朋友，暗戀柏木遊那。

## 製作人員
- 人物設計：
- 導演：梅田伸明、中澤工（DC）
- 助理導演：高野正道
- 劇本：梅田伸明、打越鋼太郎、中澤工
- 分鏡：山本淳也（DC）、（PS2）
- 原畫·作畫監督：輿水隆之（PC）、（PS2）
- 音樂：阿保剛

## 主題曲
片頭曲（DC）：「Close to」
作詞·作曲·編曲：志倉千代丸／歌：KAORI
片頭曲（PS2）：
作詞·作曲：志倉千代丸、編曲：磯江俊道／歌：KAORI
片尾曲：（僅PS2）
作詞：松来未祐、作曲：志倉千代丸、編曲：／歌：松来未祐

## 外部連結
- 官方網站[永久]（日語）